# Володимир Ивасјук
Володимир Михајлович Ивасјук (укр.: Володимир Михајлович Ивасјук; Кицмањ, 4. март 1949 – Лавов, 24. април 1979) био је украјински композитор и пјевач, коме је 2009. године постхумно додјељена почасна титула „Херој Украјине“. Ивасјук се сматра једним од оснивача украјинске поп музике, аутором 107 пјесама и 53 инструментална дјела. Његова музичка дјела нису имала политичке конотације, али је њихова оригиналност одвајала украјинску музику од совјетске музике. Током свог живота, постао је веома популаран након своје композиције „Црвена рута“ (1970), која је постала веома популарна широм Совјетског Савеза, па чак и ван њега. Послије школе, Ивасјук је био љекар, свирао је неколико инструмената и истовремено сликао.
Смрт Володимира Ивасјука 1979. године остала је контроверзна до данас због чињенице да је веома популаран и успјешан украјински музичар, који је промовисао изворну украјинску културу у свим дијеловима Совјетског Савеза, изненада пронађен мртав у шумској јами у близини Лавова, што су совјетске власти без посебне истраге прогласиле самоубиством. Његова јавност, и украјински грађани уопште, никада нису прихватили тако невјероватне приједлоге, већ су кроз протесте указивали да је то убиство које су изазвали антиукрајински активисти предвођени совјетским централистичким политичарима. Након јавних протеста у Совјетској Украјини, његова дјела су била забрањена све до независности Украјине 1991. године.

## Биографија

### Дјетињство у Кицману
Володимир Ивасјук је рођен 4. марта 1949. године у граду Кицмању, област Черновци, у породици учитеља Михаила Грихоровича Ивасјука и Софије Карјакине. Његов отац је течно говорио шест језика, писао је прозу и поезију, укључујући и о Холодомору. У младости је Михаило служио казну у совјетским логорима због покушаја преласка румунско-совјетске границе - желио је да упише универзитет. Његова мајка је из Запорошке области. Породица је такође имала двије ћерке, Галину и Оксану. Музичар је добио име у част очевих омиљених пјесника, Сосјуре и Самиленка.
Од малих ногу га је привлачила музика; са три године, његово највеће задовољство биле су пробе хора учитеља, гдје су га родитељи водили. Касније су Михаило Ивасјук и други становници Кицмане постигли отварање музичке школе, гдје је Володимир отишао да учи виолину код наставника Јурија Визњука.
Године 1955, када је Володимир имао 5 и по година, отишао је да учи виолину у локалну дјечју музичку школу, која је основана залагањем његовог оца.
Од 1956. до 1966. године похађао је средњу школи у Кицмању.
Године 1962. учествовао је на завршном концерту регионалне смотре музичких школа у Буковини.
Године 1963. дипломирао је на Музичкој школи у Кицману. Истог љета је ушао у Кијевски државни музички лицеј Лисенко, на смијеру виола. Учио је само током првог квартала. Од друге године, због болести, вратио се у Кицман и студирао клавир у средњој и музичкој школи.
Године 1964. написао је музику за своју прву пјесму „Успаванка“, засновану на очевој пјесми. У матичној школи је створио дјевојачки вокални ансамбл „Буковинка“.
У јуну 1965. године, ансамбл Буковинка, захваљујући побједи на републичком такмичењу, стекао је право да учествује на свечаном концерту у част „25. годишњице поновног уједињења Буковине у јединствену украјинску државу“. Поред тога, музичари су награђени путовањем дуж ријеке Дњепар.

### Пресељење у Черновце
Године 1966. преселио се са породицом у Черновце. Уписао се у Черновицки државни медицински институт, али је избачен првог дана због инцидента са Лењиновим спомеником (у априлу те године, два мјесеца прије него што је завршио школу, Ивасјук и његови другови из разреда случајно су оборили Лењинову бисту у Кицману). Први секретар градског комитета Комсомола у Черновцима, Аркадиј Казимирски, помогао му је да се запосли у фабрици Легмаш као стругар-шегрт. Тамо је Володимиру додељено да води фабрички хор, који је шест мјесеци касније постао побједник регионалног такмичења. Под псеудонимом „Весняний“ (прољеће) послао је на регионално такмичење пјесму „Ждралови су одлетели“, засновану на пјесми В. Миколајчука и „Успаванку за Оксаночку“ засновану на сопственој пјесми. Добитник је прве награде за пјесму „Ждралови су одлетели“. Једну од својих првих пјесама посветио је мајци, коју је много волио.
Године 1967., захваљујући позитивним оцјенама написаним о Легмашу, наставио је студије на медицинском институту. Тамо је постао члан аматерског ансамбла пјесама и игара „Трембита“, у којем је свирао виолину. Захваљујући његовим напорима, у институту је створен камерни оркестар. Године 1972. прешао је у Лавовски медицински институт.
Године 1968, у емисији украјинске телевизије „Звучна виљушка доброг расположења“ (укр. Камертон доброго настрою), заједно са ансамблом „Карпати“, извео је пјесму „Отићи ћу у далеке планине“ (укр. Я піду в далекі гори).
Године 1970. компоновао је пјесме „Червона рута“ и „Водохрај“, које је први пут извео са Оленом Кузњецовом 13. септембра на Позоришном тргу у Черновцима у директном преносу програма „Камертон доброго натрудзу“. Ансамбл „Смеричка“ је наста под руководством Левка Дуткивског (солисти Назариј Јаремчук, Васил Зинкевич, М. Исак, тон-мајстор Васиљ Стрихович).
У мају 1971. године, текст и ноте за „Червону руту“ објавио је недељник „Украјина“. У августу исте године, редитељ Роман Олексив је снимио украјински музички филм „Червона рута“ у селу Јаремча, у којем су главне улоге играли Софија Ротару и Васил Зинкевич. У филму се налазе многе Ивасјукове пјесме. Пјесма „Червона рута“ била је међу двадесет побједника првог свесавезног фестивала „Пісня-71“. На завршном концерту у Останкину, извели су је солисти ансамбла „Смеричка“ Назаријев Јаремчук, Васил Зинкевич и аутор Володимир Ивасјук, уз пратњу поп симфонијског оркестра којим је дириговао Јуриј Силантјев..
Године 1972, на телевизији Черновци одржана је премијера пјесме „Балада о двије виолине“ (Балада про дві скрипки) у извођењу Софије Ротару. Пјесма "Водохраи" коју је извео ансамбл Левка Дуткивског "Смеричка" (солисти Мирослава Јежеленко и Назариј Јаремчук) побједила је на телевизијском такмичењу "Здраво, тражимо таленте!" у Москви и на фестивалу „Писња-72“.

### Селидба у Лавов
Ми, Украјинци,
 постајемо националисти од колијевке
 ако нам мајке пјевају
 украјинске успаванке.
 Зато нас преваспитавају
 у концентрационим логорима.

Володимир Ивасјук
Године 1972. В. Ивасиук се преселио у Лавов. Тамо је студирао на медицинском институту и започео студије на конзерваторијуму на припремном одјељењу.
У новембру, на позив Володимира Ивасјука у Украјинском драмском позоришту названо по Марији Занковецкој пјесме је извео ансамбл „Смеричка“ под управом Левка Дуткивског.
Почетак сарадње са пјесником Ростиславом Братуњом, која је постала прекретница у композиторском раду, пада на јесен 1972. године. Чак и прије него што су се упознали, Ивасјук је написао пјесму „Кад између нас није било ничега“ на основу истоимене пјесме Братуња. Укупно је у овој сарадњи настале 22 пјесме.
Године 1973. дипломирао је на Медицинском институту у Лавову и уписао постдипломске студије. Научни руководилац је био професор Т. Митина.
У августу 1974. године, као дио совјетске делегације, учествовао је на међународном такмичењу пјесама „Сопот-74“, гдје је Софија Ротару извела своју пјесму „Водохрај“. Накратко је путовао у Пољску са својом сестром Галином.
У септембру 1974. године почео је да студира на одсјеку за композицију Лавовског конзерваторијума у класи Анатолија Кос-Анатољског.
У периоду 1974-1975. године радио је на музици за представу „Заставњаци“ засновану на истоименом роману Олеса Гончара. Режисер представе је Серхиј Данченко. Премијера представе одржана је 19. марта 1975. године. Музика В. Ивасјука је добила високе оцјене од стране критичара.
У августу-септембру 1975. године, у селу Розтоки у Буковини, редитељ Виктор Стороженко снимио је филм „Пјесма увек са нама“, у којем је Софија Ротару извела 6 пјесама В. Ивасјука.
У јулу 1976. године, В. Ивасјук је избачен из конзерваторијума због изостајања са наставе током снимања овог филма. Компоновао је музику за представу „Мезозојска историја“ у Дрогобичком регионалном музичко-драмском позоришту.
Године 1977. наставио је студије на Лавовском конзерваторијуму у класи Лешека Мазепе. Софија Ротару је побједила на фестивалу Сопот-77 са Ивасјуковом пјесмом „У судбини је своје прољеће“. Објављена је гигантска плоча „Пјесме Володимира Ивасјука у извођењу Софије Ротару“, снимљена 1974. године, као и збирка његових пјесама „Моја пјесма“.
У априлу 1978. године учествовао је на Свесавезном такмичењу младих композитора у Јеревану. Пијанисткиња Л. Десјаткина је наступила на такмичењу „Свита-варијације“ на тему народне пјесме „Сува врба“ В. Ивасјука.
У октобру 1978. године учествовао је на Свеукрајинском митингу креативне омладине. Изведена је „Свита-варијације за камерни оркестар“ и одржана је премијера пјесама „Љето касних далија“ на пјесму Р. Братуње, „Ми смо у миру, пријатељу, само сањамо“ на пјесму Романа Кудлика (у извођењу солисте Лавовске опере Игора Кушплера).
У новембру 1978. године побједио је на Свесавезном такмичењу студената композитора Конзерваторијума у Москви - дипломе II степена за „Свите-варијације за камерни оркестар“ и „Баладу о Виктору Хару“.
У априлу 1979. године био је члан жирија на првом републиканском такмичењу естрадних умјетника у Хмељницком. Отишао за Лавов у ноћи између 23. и 24. априла.
Дана 24. априла 1979. године, напустио је кућу након што је примио телефонски позив и никада се није вратио. Дана 18. маја, тијело Володимира Ивасјука је случајно пронађено у Брјуховичкој шуми близу Лавова. Тачан датум смрти није познат. Сахрана Володимира Ивасјука одржана је 22. маја на Личаковском гробљу.

## Смрт
Володимир Ивасјук је нестао 24. априла 1979. године, истог дана када су његови родитељи поднели пријаву полицији, али нису предузете никакве ефикасне мере. Претрес је спроведен од 27. априла до 11. маја. Тада је истрага закључена.
Володимирово тијело је случајно пронађено 18. маја 1979. године од стране војника који је, док је „ловио лисице“ (облик обуке радио-оператера), наишао на полуобешени, полувертикални људски леш. Истрага је изнела теорију да се Володимир још није опоравио након лијечења у Лавовској регионалној психијатријској болници и да је извршио самоубиство. Верзију да је лијечење у болници спроведено са циљем наставка студија на конзерваторијуму истражитељи нису разматрали. Болест је могла да се користи као изговор за бројне пропуштене часове, а пошто је Володимир имао хронични умор и несаницу, одлучио је да оде у психијатријску болницу. Ивасјук је био професионални љекар, тако да је можда могао да симулира разне симптоме. Из медицинске историје: „стање пацијента се побољшава: расположење му се постепено нормализује, сан му се побољшава, постаје физички јачи...“. На крају, Володимир Ивасјук је добио потребан документ: „Тренутно је стање друга Ивасјуке В. М. „добро и може почети да студира на конзерваторијуму“.
Али истражитељи су бранили формулу „суицидални лудак“. Дана, 4. јуна 1979. године, медији су објавили да је узрок смрти Володимира Ивасјука самоубиство вјешањем, гласине о другим околностима смрти биле су измишљотина. Истрага није разматрала друге верзије. Сљедеће чињенице указивале су на могућност других узрока смрти: поцијепана дугмад на композиторовој јакни; људи које су запослени на универзитету први пут видели тражили су Ивасјука по ходницима конзерваторијума прије његовог нестанка; чудна смрт двоје младих љубавника, који су међу посљедњима видели Ивасјука. Једна студенткиња је тврдила да је видела Володимира у Ривну 3. маја (према истражитељима, преминуо је 27. априла).
Након прегледа коре букве на којој је тијело висило, утврђено је: „Трагови 1, 2, 3, 4 (од омче), 5 могли су настати од сопствених ципела жртве, под условом да се она попела или покушала да се попне на дрво прије смрти. Није могуће ријешити ово питање у категоричном облику због недостатка било каквих индивидуалних карактеристика.“ Закључак анализе одјеће: „На расположивим одјевним предметима (капут, јакна, панталоне, плетена кошуља и ципеле) Ивасјука В. М. нема комада коре, дрвета, нити зелених мрља које су могле потицати са површине дебла на мјесту инцидента...“ Међутим, временом су форензички стручњаци у свом закључку примјетили: „Форензичким испитивањем трагова утврђено је да су трагови на деблу дрвета, на грани на којој је висио леш, остављени ципелама Ивасјука В. М., када се пењао на дрво да би везао каиш за грану.“
Током једне новинарске истраге, бивши политички затвореник који је видио много објешених људи примјетио је да су свима висили језици. Језик леша није био исплажен, није било исцједка. Форензички стручњаци су игнорисали ове знаке.
Према једној незваничној верзији, радило се о убиству у којем су учествовали официри КГБ-а.
Пјесник Богдан Стелмах је 2009. године рекао да је Ивасјука могао убити КГБ: „Или је можда КГБ подстицао Волођу на сарадњу. Али он није био један од оних који су чинили ствари које су биле недостојне њега и које је презирао. КГБ га је вјешто испитивао, можда је бачен у подрум притворског центра, мучен и одведен у шуму, инсценирајући самоубиство. Али трећа верзија, да је себи одузео живот, никако не може бити стварност. Волођа, пун снаге, славе, живота и планова, није могао ово да учини.“
Дана 12. јуна 2014. године, Канцеларија главног тужиоца Украјине прогласила је затварање кривичног поступка о смрти Ивасјука незаконитим и поново га отворила.
Бивши тужилац Лавовске области Роман Федик изјавио је у фебруару 2015. године да су Володимира Ивасјука убили „официри КГБ-а“.
Кијевски истраживачки институт за судску експертизу је 13. јуна 2019. године закључио да композитор-извођач Володимир Ивасјук не би био физички способан да изврши самоубиство; за ово би било потребно неколико људи. Спроведено је неколико истражних експеримената који су доказали да чак ни физички јак човек не би могао да изврши слично самоубиство као Ивасјук.

## Породица
Володимир Ивасјук је рођен 1949. године у породици украјинског писца и истраживача историје Буковинског региона, Михаила Ивасјука, и учитељице Софије Карјакине. Двије године касније, рођена је његова млађа сестра, Галина, а 11 година касније, Оксана. За Оксану, Володимир је написао пјесму „Успаванка за Оксану“. Тренутно, Халина је неуропатолог у Лавовској регионалној клиничкој болници, а Оксана је ванредни професор на Катедри за модерну украјинску књижевност на Националном универзитету у Черновцима.

### Лични живот
Володимирова прва младалачка љубав била је Људмила Шкуркина, другарица из дјетињства. Пар је заједно студирао у музичкој школи. Касније је Људмила постала солисткиња ансамбла „Буковинка“, који је основао Ивасјук. За 16. рођендан своје дјевојке, Володимир је написао пјесму „А ја имам шеснаест година“ (укр. «А мені шістнадцять літ»).
Ивасјук је упознао своју студентску љубав на Черновичком медицинском институту. Марија Соколовскаја је учила код њега и била је чланица ансамбла Трембита.
Володимир је посветио своје чувено дјело „Пјесма ће бити међу нама“ новинарки Халини Тарасјук. Међутим, пар није дуго био заједно: Ивасјук је отишао да студира у Лавов, а Халина се удала за другог.
Посљедња љубав Володимира Ивасјука била је Рускиња Татјана Жукова. Композитор се састајао са солисткињом Лавовске опере током посљедњих пет година свог живота. Упркос чињеници да је имао озбиљне намјере да се ожени Татјаном, породица Ивасјук је није волела, а Жукова је мистериозно нестала након Володимирове смрти и никада више није ступила у контакт са истом.

## Награде
- 1978. — Добитник дипломе Свесавезне смотре младих композитора
- 1998. (постхумно) — Добитник Републичке комсомолске награде Никола Островски
- 1994., 2. март (постхумно) — Добитник Државне награде Украјине Тарас Шевченко
- 2001. — V годишњица додјеле награда лауреатима Свеукрајинске награде у области музике и масовне забаве „Златна Жар-птица“ — Награда у номинацији „За допринос развоју музичке културе Украјине у 20. вијеку“
- 2009., март (постхумно) — Херој Украјине[16]

## Памћење
- 1989. — Фестивал је добио име по пјесми „Червона рута“. „Червона рута-1989“ одржана је у граду Черновци;
- 1998. — концерт „Владимир Ивасјук. „Повратак“ је покушај упознавања савременика са композиторовим стваралачким насљеђем;
- 1999., 4. март — отварање Меморијалног музеја Владимира Ивасјука у Черновцима;
- 2003. — CD „Наш Ивасјук“ у извођењу Тараса Чубаја и групе „Плач Јеремије“;
- 2008. — CD „Младост пјева Ивасјукове пјесме“ у извођењу Назара Савка и ученика Музичког студија „Џерело“;
- 2009. је година Володимира Ивасјука у Лавовској области одлуком Лавовског регионалног вијећа.[17] Иницијативу колега подржали су посланици Черновичког региона, композиторовог завичаја.
- 2009 — НБУ је исковала и пустила у оптицај комеморативни новчић у част Володимира Ивасјука номиналне вриједности од 2 гривње;
- 2009 — монографија Володимир Ивасјук: снага срца и таленат Олега Василишина;
- 2013 — Тарас Чубај, „Пикардијска терција“, Павло Табаков и Оксана Муха, заједно са хором Трембита, креирали су мјузикл „Пројекат Ивасјук“, у оквиру којег су одржали турнеју по Украјини која је почела са 4 концерта у Лавову и концертом у Кијеву;
- 27 курина Омладинског савеза Владимира Ивасјука (стратум курин у Ивано-Франкивску) носе Ивасјуково име;
- Пјесма „Твоја мелодија“ (музика Свитлана Гричко, текст Мирослав Бојчук), посвећена животу и дјелу Володимира Ивасјука, изведена је деведесетих година на репертоару Тање Либерман,[18][19] Жане Крижанивске[20]
- 2019. — представу „Балада о љубави“ у простору „Радионица стварне креативности“ (у мјесту Черкаси) поставио је редитељ Павло Гончаров са посветом 70. годишњици Ивасјуковог рођења. Музичка представа се састоји од композиторових дјела, структурираних у љубавну причу.[39]. У марту 2023. године, Павло Гончаров је поставио реинтерпретирану верзију ове представе на професионалној сцени Черкаског академског регионалног украјинског музичко-драмског позоришта Тарас Шевченко. Премијера је одржана на Ивасјуков рођендан, 4. марта 2023. године.[21][22][23]
- 2021., 23. август — Преко 5.200 извођача пјевало је пјесму Владимира Ивасјука „Червона рута“ на централном тргу Северодоњецка. Рекорд је постављен у оквиру фестивала „Ти у мене єдина“ 23. августа 2021. у 21:30.[24]
- 2023. — на YouTube каналу „Загин Киноманив“ објављен је филм „Феномен Ивасјук“ — документарни видео есеј о композитору и његовим пјесмама које су промијениле правила игре у музичкој арени.[25][26]

### Споменици и спомен-плоче
- Године 1990., на гробу на Личаковском гробљу постављена је бронзана композиција - млади композитор поред клавира. Једанаест година Ивасјукова породица није добила дозволу за подизање надгробног споменика.
- Дана 3. марта 2011. године, у Черновцима, на фасади управне зграде Буковинског државног медицинског универзитета, откривена је спомен-плоча вајара Ивана Салевича, која свједочи да је овдје студирао Херој Украјине, композитор Володимир Ивасјук.[27]
- Године 2011. откривен је споменик композитору на Авенији Тараса Шевченка у Лавову (вајар Сергеј Олешко, архитекта Михаил Јахолник). Ктитор чија су средства коришћена за изградњу споменика био је музичар Свјатослав Вакарчук.[28]
- Спомен-плоча украјинском композитору постављена је 4. марта 2017. године у Кијеву у Дому снимака (улица Леонида Првомајског, 5-а).[29]
- Споменик пјеснику и композитору Володимиру Ивасјуку подигнут је о трошку Брјуховичког сеоског савјета у близини Народног дома и свечано је отворен 18. октобра 2020. године. Двометарска фигура композитора је направљена од бронзе (вајар - Љубомир Кукил).[30][31]
- Споменик Володимиру Ивасјуку на мјесту трагичне смрти пјесника и композитора у Брјуховичкој шуми.

### Топонимија
Улица Володимира Ивасјука
Улице и авеније у регионалним центрима Кијеву, Лавову, Ивано-Франковску, Черновцима, Суми, Дњепру, Кривом Рогу, Кропивницком и Ривнеу су назване по Владимиру Ивасјуку. 
По њему су назване и улице у другим градовима и селима Украјине: Борислав, Бориспил, Брјуховичи, Винники, Городок, Долина, Дрохобич, Дубно, Золочив, Камјанец-Подиљски, Краматорск, Кременчуг, Малехив, Нижин, Перемишљанскиј, Зивјинов, Љовни, Зимов. Стари Самбор, Тлумач, Трускавец, Хмилник, Ходорив, Хоростков, Червоноград.

## Филателија и нумизматика
- Поштанска коверта са специјалним поништењем поводом 60. годишњице рођења Владимира Ивасјука. Укрпошта, 2009
- Јубиларни новчић Украјине „Владимир Ивасјук“ из серије „Знамените личности Украјине“. Национална банка Украјине, 2009.
- Поштанска маркица с Ивасјуковим ликом

## Дјела
Пјесме на властитим стиховима
- «Відлітали журавлі»,
- «Я піду в далекі гори»,
- «Червона рута»,
- «Водограй»,
- «Пісня буде поміж нас»,
- «Лиш раз цвіте любов»,
- «Я — твоє крило»,
- «Ласкаво просимо»,
- «Наче зграя птиць»,
- «Колискова»,
- «Мандрівна музика»,
- «Два перстені»,
- «Там за горою, за крем'яною»,
- «Капелюх» и друге

Пјесме на стихове разних пјесника, посебно Дмитра Павличка, О. Хонцхар, Б. Стелмака, М. Петренка, Ј. Рибчинског, Р. Брадер, Р. Кудлик и други. (њих преко 40). Познате пјесме су „У долі своя весна“, „Кленовий вогонь“, „Літо пізніх жоржин“, „Балада про дві скрипки“, „Світ без тебе“ на стихове Васила Бабуха, „Балада про мальви“ на стихове Богдана Гуре и друге.
За хор
- Свита (циклус аранжмана украјинских народних песама) за хор без пратње (1978).

Инструментална дјела
- Свита варијација на тему украјинске народне пјесме „Сува врба“ (1977.),
- Свита варијација за камерни оркестар (1977.),
- три комада за клавир,
- „Јесења слика“ - за виолончело,
- три комада за виолину,
- музика за представу „Барјактори“ (1975., фрагменти су сачувани).

## Дискографија
| Година  | Назив                                                                                                   | Остале информације                   |
| ------- | --- | ------------------------------------ |
| 1977.   | Софија Ротару «Пісні Володимира Івасюка співає Софія Ротару»                                            | LP, «Мелодія», СРСР                  |
| 1978.   | Софија Ротару «Пісні Володимира Івасюка»                                                                | LP, «Мелодія», СРСР                  |
| 1980-ті | Український народний ансамбль ім. В. Івасюка                                                            | MP, Аустралија                       |
| 1980-ті | «Поклін Володимирові Івасюкові» Різні виконавці                                                         | LP, Канада                           |
| 1981.   | ВІА «Смерічка», ВІА «Ватра», ВІА «Водограй» «Ukrainian songs. Volodymyr Ivasiuk»                        | MC, Apon Record Company, Inc, [САД]] |
| 1983.   | Софија Ротару, ВІА «Червона рута» «Canadian Tour 1983»                                                  | LP, Cansov Exchange Inc, Канада      |
| 2000.   | Дует «Писанка» «Пісні Володимира Івасюка»                                                               | MC, «Саме Так!», Украјина            |
| 2003.   | Софија Ротару «Лебединая верность» (1976) «Софія Ротару співає пісні Володимира Івасюка» (1977)         | CD, Русија                           |
| 2003.   | Тарас Чубај, «Плач Єремії» «Наш Івасюк»                                                                 | CD, Атлантик, Украјина               |
| 2000-ні | «Переможці Міжнародних конкурсів молодих виконавців української естрадної пісні ім. Володимира Івасюка» | CD, Телеканал СТБ, Украјина          |
| 2000-ні | Володимир Івасюк. «Я піду в далекі гори» різні виконавці                                                | CD, Украјина                         |
| 2004.   | Софија Ротару «Тече вода»                                                                               | Franchising records, Украјина        |
| 2004.   | Пісні Володимира Івасюка. Частина 1 «Пісня буде поміж нас»                                              | CD, Franchising records, Украјина    |
| 2004.   | Пісні Володимира Івасюка. Частина 2 «Відлуння твоїх кроків»                                             | CD, Franchising records, Украјина    |
| 2007.   | Остап Стахів «Пам'яті В. Івасюка»                                                                       | CD, Украјина                         |
| 2007.   | Українська колекція mp3. «Пісні Володимира Івасюка»                                                     | MP3, Астра, Украјина                 |

## Публикације пјесама Володимира Ивасјука
- Івасюк В. М. Водограй: Пісенник. — К.: Музична Україна, 1989. — 128 с.
- Володимир Івасюк. Пісні. — К.: Музична Україна, 1983. — 168 с.
- Червона рута: Пісенник. — К.: Музична Україна, 1993. — 80 с.
- Пісенник´90. — К.: Музична Україна, 1990. — 224 с. (Червона рута, Я — твоє крило, Два перстені)
- Ростислав Братунь. Білі троянди: Вокальні твори на слова українських поетів. — К.: Музична Україна, 1982. — 96 с.